# Danse en ligne

Photo d'une danse en ligne prise en 2010 à Katwijk aan Zee (Pays-Bas).

La catégorie des danses en ligne comprend toutes les danses de groupes pratiquées individuellement, soit l'un derrière l'autre, soit côte à côte, soit encore en deux lignes se faisant face. Les danses en lignes figurent tant parmi les danses traditionnelles que parmi les danses de société ou les danses rock. Au départ, cette disposition en ligne permettait d'apprendre plus facilement les danses.
Les danses en ligne les plus connues sont le shim sham des années 1930 ou le madison des années 1960. Le Big Apple (en) sera très à la mode aux États-Unis vers 1936. Les danses country appartiennent également à ce style. La macarena ou le kuduro en sont des exemples plus récents.
La danse sociale en ligne est une pratique courante au Québec depuis les années 1960, qui consiste à danser sur des rythmes de rock, rumba, charleston, mambo, valse, tango, slow, cha-cha-cha, reggae, foxtrot, disco, samba, sur des chorégraphies précises, en ligne et sans partenaire.
Ces danses permettent de maintenir une meilleure distanciation physique que les danses en contact.

## Bars de danses en ligne
Le seul bar de danse en ligne à Montréal est le Spaghetti Western. La clientèle est plutôt jeune et le bar se rempli à toutes les fins de semaine. Les cours de danse en ligne se tiennent tous les jeudis et les dimanches.
Il y a aussi le Ballroom à Québec qui est le premier resto-bar country à ouvrir à Québec.

## Écoles de danses en ligne
Les Winslow Dancers est une école de danse en ligne au Québec qui se promène à travers le Québec afin de faire découvrir la danse en ligne.